# Antoinette Kankindi
Antoinette Kankindi (Kivu del Norte, República Democrática del Congo, 1950 - ) es profesora de Ética y de Filosofía Política en la Universidad de Strathmore en Nairobi, Kenia. Su voz a la hora de tratar temas de actualidad y polémicos en importantes proyectos internacionales han hecho de ella un referente en el continente africano.

## Infancia
Nacida en 1950 en la actual provincia de Kivu del Norte en la República Democrática del Congo, Antoinette Kankindi procede de una familia numerosa de ganaderos. Sus padres fueron los que hicieron que despertara en ella un interés sobre las injusticias. Por otro lado, en una entrevista que dio para Harambee, all together for Africa, Kankindi explica que “Crecer en medio del Congo rural me dio el privilegio de conocer de cerca tradiciones africanas donde la solidaridad y la hospitalidad ocupan un lugar primordial”.

## Trayectoria académica
Estudió Filosofía y Letras en Goma, y realizó un máster en Derecho en Kinshasa. Antes de seguir con sus estudios de posgrado en Filosofía, trabajó como asesora legal de Chevron Overseas Co. en Kinshasa. Más tarde, se hizo responsable de las políticas nacionales y extranjeras en la Embajada de Chile. Tras graduarse viajó a España para realizar su doctorado en la Universidad de Navarra donde defendió su tesis de Filosofía política con el título de Fundamento ético de la Política en el Pensamiento de Charles Peguy. En 2004 se incorporó a la Universidad de Strathmore en Nairobi, Kenia, y desde entonces hasta la actualidad ejerce como profesora de Ética y Filosofía Política.

## Investigación
Antoinette Kankindi es investigadora senior del Programa de Integridad (Un programa en el que se desarrolla la integridad de la mujer) que ella misma dirige. A raíz de este programa la Fundación “Integrity Action” decidió financiar su proyecto sobre Ética y Gobernabilidad con el fin de promover la participación política “con sentido ético y de servicio al ciudadano”. Los intereses de investigación de la Dra. Kankindi abordan los desafíos de gobernanza e integridad en el África subsahariana, con un enfoque especial en la legitimidad política, en la integridad de los servicios públicos, en la descentralización de los gobiernos locales y en la participación política, especialmente de mujeres y jóvenes.
Dentro de su actividad investigadora Antoinette Kankindi ha participado en diferentes proyectos como es el programa “African Women Leadership”. Este proyecto tiene como fin dotar de habilidades de liderazgo a mujeres jóvenes, empresarias, periodistas, políticas y científicas del Congo, Camerún, Costa de Marfil, Kenia y Sudán del Sur, entre otros. Además estas mujeres ejercen de mentoras de otras mujeres desfavorecidas de áreas rurales, con el fin de que conozcan sus derechos y sus deberes hacia la comunidad. “African Women Leadership” busca que las mujeres se liberen de un continente corrupto que imita la corrupción de los países desarrollados, obligándolas a emigrar de manera forzosa. El objetivo de Antoinette Kankindi es paliar esto a través de sus aportes valientes y desinteresados. 
Antoinette Kankindi piensa que para mejorar la vida en África, primero hay que mejorar la situación de la mujer, a la que considera el motor del continente y el pilar de la sociedad. En 2013 participó en el Seminario Internacional de la Mujer que se celebró en Lilongüe (Malaui). Con motivo de la conferencia que impartió, titulada “Liderazgo de las mujeres en África”, el Fondo de Acción Urgente-África (UAF-A) se puso en contacto con ella para elaborar un programa que cree iniciativas a favor de la mujer y para apoyar económicamente su proyecto durante dos años.
Sobre la igualdad entre el hombre y la mujer, Antoinette Kankindi prefiere hablar de complementariedad: 
“No hay igualdad entre el hombre y la mujer, hay complementariedad, y me gusta mucho insistir en ello, porque si no hay complementariedad vamos a competir, y cuando competimos no construimos juntos, sino que destruimos”.
Ha investigado también acerca de la globalización. Considera que el principal problema del continente africano es la corrupción. En una entrevista que dio para Mundo Negro, Antoinette Kankindi denuncia que, “hay una corrupción en África que se fomenta desde aquí. Y está allí porque ya está aquí”; Refiriéndose a la influencia perjudicial que tiene Europa en este aspecto. Por otra parte, según Antoinette Kankindi otro de los problemas que trae la globalización es que como declaró ella misma:
“no tiene valores que hablan a todo el mundo, sino que trae imposiciones que, además, violan los principios de las sociedades donde se arraiga. La globalización trae una especie de colonización más dura que la del siglo XIX”. 
Y todo esto, Antoinette Kankindi lo observa en el democratismo, el individualismo y el feminismo que sucede en África.

## Obra

### La relación entre política y ética en Charles Péguy
La siguiente obra de Antoinette Kankindi se titula La relación entre política y ética en Charles Péguy. Con este trabajo la autora tiene como objetivo presentar una síntesis de las aportaciones políticas qué ha hecho Charles Péguy. Se va a poner especial énfasis a los elementos que tienen un valor para los sistemas políticos actuales y que están inspirados en él racionalismo espiritualmente árido. La aridez espiritual que reduce la vida del hombre y de la sociedad a unos intereses egoístas. Teniendo en cuenta lo densa que es la obra de Charles Péguy, el trabajo de Antoinette Kankindi no pretende ser exhaustivo, sólo describe la punta del iceberg.
En este momento, en el que Europa quiere desligarse de sus raíces, con todas las consecuencias que ello implica, la reflexión de Charles Péguy demuestra que el Viejo Continente sigue contando con una vocación civilizadora, con la condición de volver a sus raíces. Si consigue volver y solo volviendo a ellas, puede contribuir positivamente al desarrollo de otros pueblos.
La profundidad de las reflexiones de Charles Péguy sobre este tema pide una investigación mucho más amplia sobre su obra. Hasta este momento no se ha sacado el máximo partido a los miles de páginas que escribió. Se ha leído mucho más su obra poética, algunos teólogos se han interesado por sus escritos sobre la encarnación y la salvación, y otros simplemente le han considerado como un hombre de izquierda a causa de todos sus años de militancia en el socialismo francés de finales del siglo XIX.

### Sobre el sistema de los derechos del hombre: el punto de vista de Charles Péguy
Entre sus trabajos podemos destacar “Sobre el sistema de los derechos del hombre: el punto de vista de Charles Péguy”, un artículo publicado en 2013, en el que Antoinette Kankindi explica el punto de vista de Charles Péguy sobre el sistema de los derechos del hombre. Péguy expresó, en 1913 y dentro de un contexto socialista, que el sistema de los derechos del hombre se dividía en tres puntos: “el pacifismo como error político, el problema de la igualdad y el olvido del principio de fraternidad”; Conceptos que según él resultaban ser ficticios a la hora de ponerlos en marcha en la realidad humana.
Alrededor de está reflexión y haciendo una comparativa entre las autoridades y las estructuras sociales pasadas, y con la actual era contemporánea Antoinette Kankindi llega a la conclusión de que todavía hoy “faltan fundamentos sólidos para los derechos del hombre, la igualdad y por tanto el orden social”. Añade que se necesita encontrar un precepto moral a través del racionalismo para obtener un modelo de gobierno adecuado, que responda a las libertades de todas y todos dentro de las fuerzas globalizadoras. Se trata de una necesidad esencial ya que los instrumentos jurídicos creados para mejorar las condiciones de los ciudadanos y ciudadanas no han sido capaces de cumplir sus objetivos, al menos respecto al continente africano.

## Premio
- Premio Harambee 2017 a la Promoción e Igualdad de la Mujer Africana[10]

Harambee –que en suajili significa ‘todos juntos’– es un proyecto internacional de solidaridad con África subsahariana que colabora con proyectos educativos, sanitarios o asistenciales, impulsados y realizados por los mismos africanos en sus países. En 2017 desarrolla proyectos en el Congo, Camerún, Costa de Marfil, Etiopía, Kenia, Nigeria, Sudáfrica Togo y Uganda.

## Publicaciones
- Kankindi, A. K. (2005). Normatividad y voluntariedad en la responsabilidad social corporativa. Nuevas tendencias, (59), 17-23.
- Kankindi, A. (2006). La relación entre política y ética en Charles Péguy.
- Kankindi, A. (2006). The rationality of politics. Strathmore University Press.
- Kankindi, A. (2008). El socialismo y su necesidad de una moral laica. Nueva revista de política, cultura y arte, (120), 127-135.
- Kankindi, A. (2009). El socialismo y su necesidad de una moral laica.
- Kankindi, A. (2010). El fundamento ético de la política en Charles Péguy.
- Kankindi, A., Bubridge, D., & Odhiambo, T. (2011). Governance challenges in East Africa.
- Kankindi, A. (2013). In Spanish: Sobre los Derechos Humanos.
- Kankindi, A. K. (2014). Sobre el sistema de los derechos del hombre: el punto de vista de Charles Péguy. Cuadernos Empresa y Humanismo (Serie de monografías), (123), 113-128.
- Kankindi, A. K., Bayrou, F., Daudin, C., Dosiere, R., Einkielkraut, A., Julliard, J., ... & Vila, J. C. (2016). La pensée politique de Charles Péguy. Notre République.
- Kankindi, A., & Chimbwanda, V. (2021). Legal Education and Its Contemporary Challenges in Sub-Saharan Africa. Strathmore LJ, 5, 145.